# Дилья Мист Эйнарсдоуттир
Дилья Мист Эйнарсдоуттир (исл. Diljá Mist Einarsdóttir; род. 21 декабря 1987, Рейкьявик) — исландский политический деятель. Член Партии независимости. Депутат альтинга с 2021 года.

## Биография
Родилась в Рейкьявике 21 декабря 1987 года. Родители: Эйнар Хальвданарсон (Einar S. Hálfdánarson; род. 13 марта 1954), юрист, ведущий дела в Верховном суде Исландии и ревизор и Регина Паульсдоуттир (Regína G. Pálsdóttir; род. 27 апреля 1955), психолог и педагог.
В 2006 году окончила среднюю Исландскую торговую школу (VÍ).
В 2009 году получила степень бакалавра (BA) права Исландского университета (HÍ), в 2011 году там же степень магистра (MA) права. В 2012 году получила права юриста для ведения дел в окружном суде. В 2017 году получила степень магистра права (LLM) в области международного экологического права и права собственности на природные ресурсы в HÍ. В 2018 году получила права юриста для ведения дел в Верховном суде.
В 2011—2018 годах была представителем в юридической фирме Lögmál ehf. в Рейкьявике.
В 2018 году преподавала право в средней Исландской торговой школе (VÍ).

## Политическая карьера
В 2007–2009 годах — второй заместитель председателя Союза молодых членов Партии независимости (Samband ungra sjálfstæðismanna, SUS).
В 2009—2010 годах — заместитель председателя «Хеймдаллюр» (Heimdallur — мифическое лицо) — союза молодых членов Партии независимости в Рейкьявике.
С 2018 года — заместитель депутата городского совета от Партии независимости.
В 2018—2021 годах — председатель школьного совета в средней школе Боргархольтсскоули.
В 2018–2021 годах — помощник министра иностранных дел и сотрудничества в целях развития Гвюдлёйгюра Тоура Тоурдарсона (Партия независимости).
По результатам парламентских выборов 2021 года избрана депутатом альтинга от Партии независимости в избирательном округе Рейкьявик-Север. В 2021—2023 годах — 4-й заместитель председателя альтинга. Была членом Комитета по экономическим и торговым делам (2021—2024, председатель в 2024), Комитета по вопросам внешней политики (2021—2024, председатель в 2023—2024), Мандатной комиссии (2021), исландской делегации парламентских комитетов ЕАСТ и ЕЭЗ (2021—2024), исландской делегации Комитета парламентского сотрудничества Исландия – ЕС (2022—2024). Переизбрана на выборах 2024 года.

## Личная жизнь
Супруг — Роуберт Роубертссон (Róbert Benedikt Róbertsson; род. 14 май 1986), с 2020 года финансовый директор компании по выращиванию лосося Kaldvík (до 2024 года называвшейся Ice Fish Farm). У пары двое детей: Ёкудль Роуберт (Jökull Róbert; род. 2013) и Сюзи Рют (Susie Rut; род. 2016).